# 扭玄珠螺
扭玄珠螺（学名：Nototriphora sarcira）为左錐螺科下的一个种。
舊屬玄珠螺屬，今屬Nototriphora屬。